# Asian 5 Nations 2014
El Asian 5 Nations de 2014, fue la 27ª edición del principal torneo asiático y la última con el formato de cinco participantes.
El torneo fue parte de la clasificatoria asiática para el Mundial de Inglaterra a celebrarse al siguiente año. De esta forma Japón clasificó al mundial y Hong Kong disputó el repechaje frente a Uruguay

## Equipos participantes
- Selección de rugby de Corea del Sur
- Selección de rugby de Filipinas (Volcanes)
- Selección de rugby de Hong Kong (Dragones)
- Selección de rugby de Japón (Brave Blossoms)
- Selección de rugby de Sri Lanka (Tuskers)

## Posiciones
| Pos. | Equipo        | Encuentros | Encuentros | Encuentros | Encuentros | Tantos  | Tantos    | Tantos     | Puntos Bonus | Puntos Totales |
| Pos. | Equipo        | jugados    | ganados    | empatados  | perdidos   | a favor | en contra | diferencia | Puntos Bonus | Puntos Totales |
| ---- | ------------- | ---------- | ---------- | ---------- | ---------- | ------- | --------- | ---------- | ------------ | -------------- |
| 1    | Japón         | 4          | 4          | 0          | 0          | 342     | 33        | + 309      | 4            | 24             |
| 2    | Hong Kong     | 4          | 3          | 0          | 1          | 196     | 65        | + 131      | 0            | 15             |
| 3    | Corea del Sur | 4          | 2          | 0          | 2          | 122     | 126       | - 4        | 0            | 10             |
| 4    | Filipinas     | 4          | 1          | 0          | 3          | 58      | 284       | - 226      | 0            | 5              |
| 5    | Sri Lanka     | 4          | 0          | 0          | 4          | 48      | 258       | - 210      | 1            | 1              |

Nota: Se otorgan 4 puntos al equipo que gane un partido, 2 al que empate y 0 al que pierda
Puntos Bonus: 1 punto por convertir 4 tries o más en un partido y 1 al equipo que pierda por no más de 7 tantos de diferencia
|  | Campeón y clasifica al Inglaterra 2015 |

|  | Juega el ARC Top 3 2015 y a repechaje para Inglaterra 2015 |

|  | Juega el ARC Top 3 2015 y eliminado de Inglaterra 2015 |

|  | Desciende a ARC 1 2015 y eliminado de Inglaterra 2015 |

## Resultados

### Primera fecha
| 26 de abril | Corea del Sur | 59 - 3  | Sri Lanka | Incheon Munhak Stadium, Incheon, Corea del Sur |  |
|             |               | Reporte |           |                                                |  |

| 26 de abril | Hong Kong | 108 - 0 | Filipinas | Hong Kong Football Club Ground, Hong Kong |  |
|             |           | Reporte |           |                                           |  |

### Segunda fecha
| 3 de mayo | Filipinas | 10 - 99 | Japón | Eagle's Nest Stadium, Manila, Filipinas |  |
|           |           | Reporte |       |                                         |  |

| 3 de mayo | Sri Lanka | 10 - 41 | Hong Kong | Race Course Ground, Colombo, Sri Lanka |  |
|           |           | Reporte |           |                                        |  |

### Tercera fecha
| 10 de mayo | Hong Kong | 39 - 6  | Corea del Sur | Hong Kong Football Club Ground, Hong Kong |  |
|            |           | Reporte |               |                                           |  |

| 10 de mayo | Japón | 132 - 10 | Sri Lanka | Nagoya Mizuho Rugby Stadium, Nagoya, Japón |  |
|            |       | Reporte  |           |                                            |  |

### Cuarta fecha
| 17 de mayo | Corea del Sur | 5 - 62  | Japón | Incheon Munhak Stadium, Incheon, Corea del Sur |  |
|            |               | Reporte |       |                                                |  |

| 17 de mayo | Sri Lanka | 25 - 26 | Filipinas | Race Course Ground, Colombo, Sri Lanka |  |
|            |           | Reporte |           |                                        |  |

### Quinta fecha
| 24 de mayo | Filipinas | 22 - 52 | Corea del Sur | Eagle's Nest Stadium, Manila, Filipinas |  |
|            |           | Reporte |               |                                         |  |

| 25 de mayo | Japón | 49 - 8  | Hong Kong | National Olympic Stadium, Tokio, Japón |  |
|            |       | Reporte |           |                                        |  |

| Bandera de Japón        |
| Campeón Japón           |
| Vigésimo segundo título |